# Gorje
Gorje (in sloveno Gorje [ˈɡɔːɾjɛ], in tedesco Göriach) è un comune della Slovenia di 2 738 abitanti. Appartiene alla regione statistica dell'Alta Carniola. Il capoluogo comunale è sito in località Zgornje Gorje. Il comune è stato creato nel 2006, per scorporo dal comune di Bled.

## Storia

### Simboli
Il simbolo del comune è rappresentato da uno scudo ovale diviso tramite un'onda azzurra che indica il fiume Radovna. La parte superiore è dorata con al suo interno tre alberi, mentre l'altra è di colore verde con al suo interno una campana.
La bandiera è di colore verde e blu che richiama in parte i colori dello stemma, nella parte bassa della bandiera è posizionato lo stemma.

## Monumenti e luoghi d'interesse
All'interno del comune possiamo trovare:
- Chiesa di San Osvaldo[5]
- Chiesa di San Giorgio: dove al suo interno troviamo due monumenti di Jože Plečnik: in particolare uno è dedicato alle vittime della seconda guerra mondiale
- Il lago di Kreda all'interno del parco nazionale del Tricorno.
- Gola di Vintgar

## Suddivisioni amministrative
Il comune di Gorje è suddiviso in 12 insediamenti (naselja):
- Grabče
- Krnica
- Mevkuž
- Perniki
- Podhom
- Poljšica pri Gorjah
- Radovna
- Spodnje Gorje
- Spodnje Laze
- Višelnica
- Zgornje Gorje
- Zgornje Laze

## Amministrazione
| Periodo | Periodo   | Primo cittadino | Partito | Carica  | Note |
| ------- | --------- | --------------- | ------- | ------- | ---- |
| 2006    | 2010      | Peter Torkar    |         | sindaco |      |
| 2010    | 2014      | Peter Torkar    |         | sindaco |      |
| 2018    | in carica | Peter Torkar    |         | sindaco |      |